# Stanwellia bipectinata
Espèce
Synonymes
- Aparua bipectinata Todd, 1945

Stanwellia bipectinata est une espèce d'araignées mygalomorphes de la famille des Pycnothelidae.

## Distribution
Cette espèce est endémique de Nouvelle-Zélande. Elle se rencontre vers Wanganui.

## Description
La carapace de la femelle holotype mesure 5,0 mm de long sur 4,0 mm et l'abdomen 6,5 mm de long sur 3,5 mm et la carapace du mâle paratype mesure 4,0 mm de long sur 3,0 mm et l'abdomen 4,0 mm de long sur 2,5 mm.
La carapace du mâle décrit par Forster en 1968 mesure 4,3 mm de long sur 3,3 mm et l'abdomen 4,5 mm de long sur 2,5 mm et la carapace de la femelle mesure 5,8 mm de long sur 3,9 mm et l'abdomen 5,5 mm de long sur 3,5 mm.

## Systématique et taxinomie
Cette espèce a été décrite sous le protonyme Aparua bipectinata par Todd en 1945. Elle est placée dans le genre Stanwellia par Main en 1983.

## Publication originale
- Todd, 1945 : Systematic and biological account of the New Zealand Mygalomorphae (Arachnida). Transactions and Proceedings of the Royal Society of New Zealand, vol. 74, p. 375-407 (texte intégral).